# Pacores

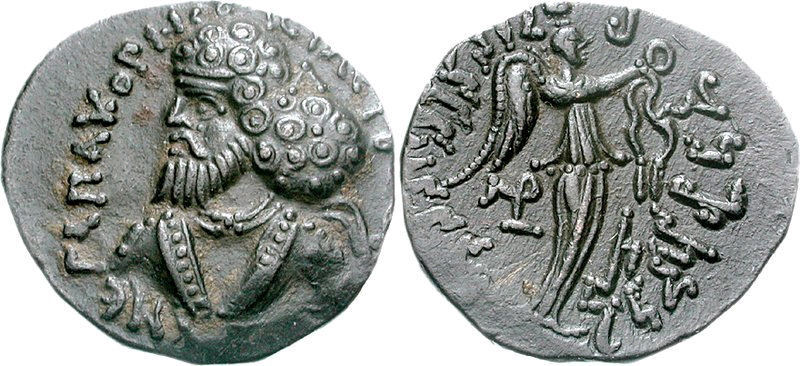
Moneda de Pacores.
Anverso Busto del rey con leyenda griega ΒΑΣΙΛΕΥΣ (ΒΑΣΙΛΕΩΝ) ΝΕΓΑ ΠΑΚΟΡΗΣ.
Reverso Nike de pie a la derecha, sosteniendo una corona de flores. Leyenda karosti.

Pacores o Pakores (en griego, ΠΑΚΟΡΗϹ Pakorēs; en karosti, 𐨤𐨐𐨂𐨪 Pa-ku-ra, Pakura; en arameo, 𐡐𐡊𐡅𐡓𐡉 pkwry; 100–135 d. C.) fue un rey que gobernó los restos del reino indo-parto en Aracosia desde 100–13 luego de Ubouzanes. Era un rey indoparto. Es conocido por las monedas acuñadas en Sistán y Kandahar, en su mayoría dracmas y tetradracmas de plata. El tiempo de su reinado se puede determinar ya que muchas de sus monedas superan a las de Vima Takto.
Es el último gobernante bien atestiguado. Después de sus monedas, hay una sola moneda sobreviviente con el nombre de Abdagases II y un conjunto de monedas indopartas mal hechas con gobernantes anónimos antes de que el Imperio kushán los conquistara.